# Chlorocala africana

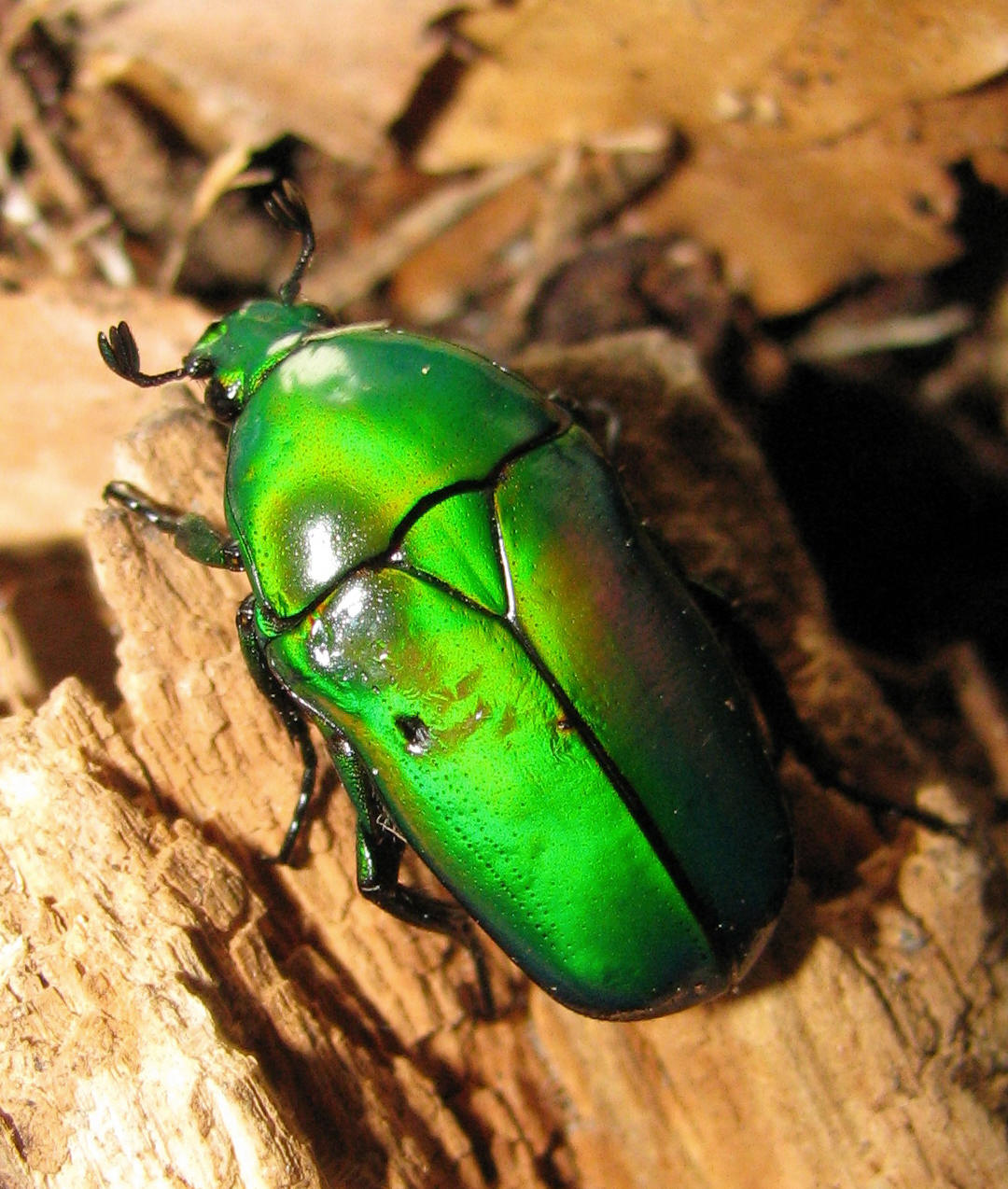
Chlorocala africana africana

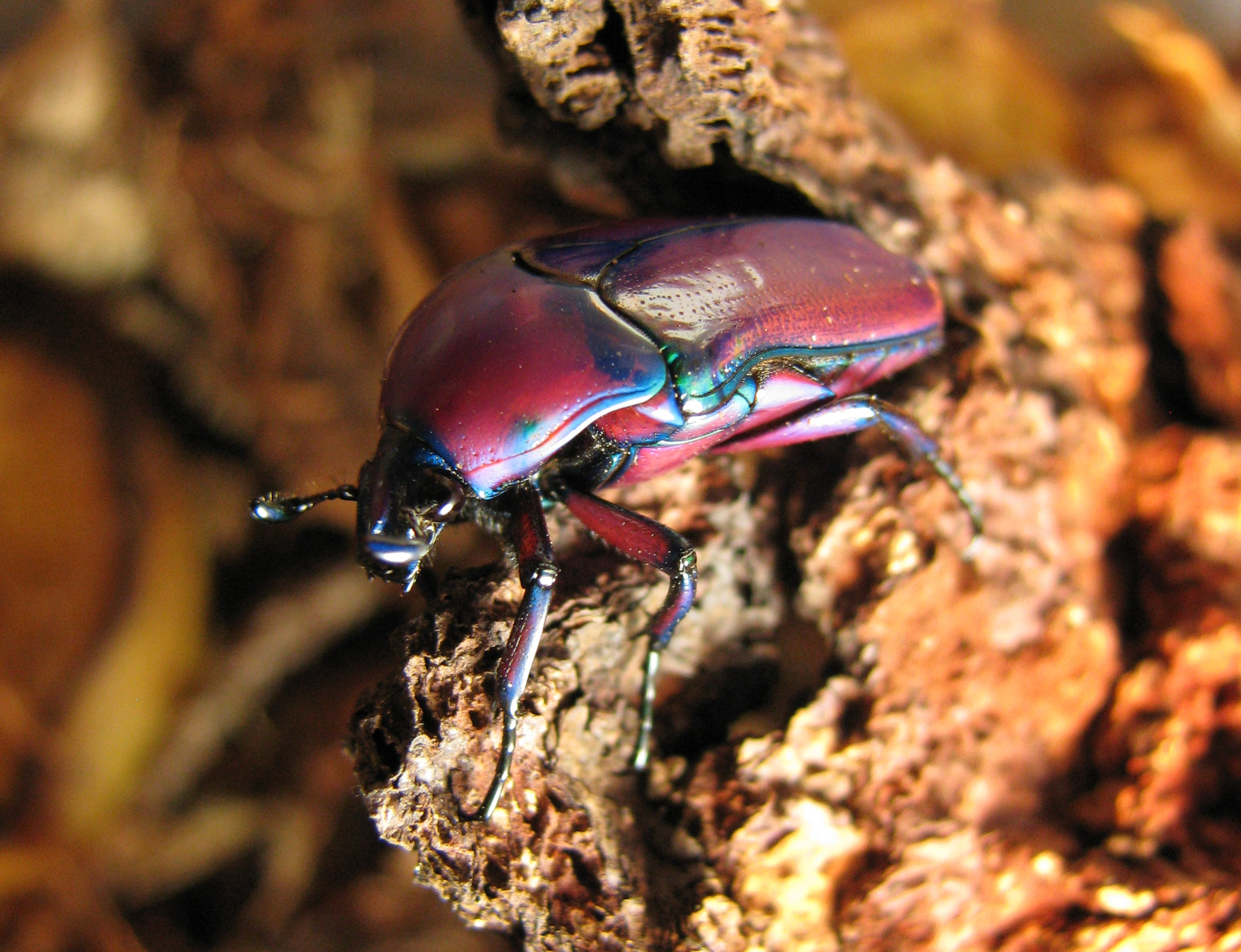
Chlorocala africana oertzeni

Chlorocala africana ist eine sehr variable, stets metallisch leuchtend gefärbte Käferart aus der Unterfamilie der Rosenkäfer (Cetoniinae).

## Merkmale
Die adulten Käfer sind etwa 20 Millimeter lang. Meist dominieren metallische Gold- und Grüntöne. Die Männchen sind durch eine an der Unterseite des Hinterleibs vorhandene Längsfurche einfach von den Weibchen zu unterscheiden.

## Systematik und Verbreitung
Häufig wird diese Art noch als Smargdesthes africana bezeichnet, da die 
Gattung Smargdesthes aber inzwischen eingezogenen wurde, ist dieser Name nunmehr lediglich ein Synonym zu Chlorocala. Zeitweilig wurden bis zu 16 Unterarten unterschieden. Die lange als Chlorocala africana smaragdina geführte Unterart gilt mittlerweile als Nominatform der Art Chlorocala smaragdina. Neben dieser sind die folgenden zwei, weiterhin zu Chlorocala africana zählenden Unterarten besonders bekannt, da sie als Terrarientiere sehr beliebt sind.
- Chlorocala africana africana (Drury, 1773)
ist von Ghana bis zur Zentralafrikanischen Republik beheimatet. Meist sind die Käfer komplett grün gefärbt. Sie können aber auch leicht bläulich schillern. Gelegentlich treten auch rötliche Exemplare (Rufinos) auf.

- Chlorocala africana oertzeni Kolbe, 1895
 aus Kenia und Tansania ist die auffälligste Unterart. Die Käfer leuchten je nach Blickwinkel in einer Mischung aus blau und violett.

Außerdem werden folgende Unterarten geführt:
- Chlorocala africana blanda (Burmeister, 1847)
- Chlorocala africana camerunica (Moser, 1910)
- Chlorocala africana insularis (Schauer, 1941)
- Chlorocala africana mutica (Harold, 1878)
- Chlorocala africana parcius (Schauer, 1941)
- Chlorocala africana soror (Schauer, 1941)
- Chlorocala africana subsuturalis (Kraatz, 1891)

## Verhalten und Fortpflanzung
Die tagaktiven, flugfreudigen Käfer ernähren sich von Pflanzensäften und süßen Pflanzenteilen. Bekannte Nahrungspflanzen sind Akazien, Langfäden und die Hülsen von Kassien. Die Larven nagen außerdem gern an weißfaulendem Holz.
Die Larven erreichen eine Länge von etwa 35 Millimetern. Männliche Larven haben an der Hinterleibsunterseite einen deutlich sichtbaren schwarzen Punkt (Herolds Organ). Der Kokon wird aus dem umgebenden Substrat gebaut, wobei zum Teil Steine oder Äste aus der Umgebung mit verbaut werden. Die Generationsdauer beträgt vier bis sechs Monate, wovon je nach Temperatur vier bis sechs Wochen auf die Puppenruhe entfallen. Die Imagines selbst haben eine Lebenserwartung von gut einem halben Jahr.